# Más alto que nosotros sólo el cielo
«Más alto que nosotros sólo el cielo» es una canción compuesta e interpretada por el cantautor español Enrique Bunbury, incluida en su octavo álbum de estudio en solitario, Palosanto. Además, fue lanzada como el segundo sencillo oficial por su discográfica, Warner Music, el 25 de noviembre de 2013.

## Antecedentes y significado
Fue escrita por Bunbury y la letra transmite a hacer un llamado a superar los límites autoimpuestos y a buscar la grandeza en uno mismo y en nuestras relaciones.

## Vídeo musical
Se estrenó oficialmente en su canal de YouTube el mismo día de lanzamiento y fue dirigido por Alexis Morante, el cual también produjo su video musical del sencillo anterior (Despierta).

## Posición en listas

### Listas semanales
| Lista                     | Posición |  |
| ------------------------- | -------- |  |
| España Top 100            | 16       |  |
| España Los 40 principales | 34       |  |